# Zee Tamil
Zee Tamil est une chaîne indienne de télévision payante de divertissement général en tamoul appartenant à Zee Entertainment Enterprises.

## Histoire
Zee Tamil est lancée le 12 octobre 2008, elle est la troisième chaîne du groupe après Zee Telugu et Zee Kannada.
Zee Tamil procède à une refonte avec une mise à jour de ses graphismes à l'antenne le 15 octobre 2017, ainsi que le lancement d'un flux haute définition avec l'actrice tamoule Jyothika comme ambassadrice de la marque. Le changement de marque coïncide avec les célébrations du jubilé d'argent du réseau Zee, où toutes les chaînes du réseau ont un nouveau look.
Le 19 janvier 2020, la chaîne sœur Zee Thirai est lancée, elle diffuse en continu des films de Kollywood.

## Identité visuelle

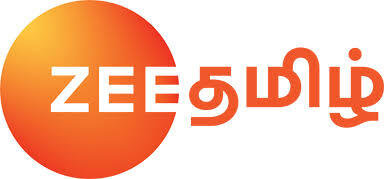
Logo de Zee Tamil de 2017 à 2025
Logo de Zee Tamil depuis 2025

## Traduction
- (en) Cet article est partiellement ou en totalité issu de l’article de Wikipédia en anglais intitulé « Zee Tamil » (voir la liste des auteurs).

1. ↑  (en) Paramveer Singh, Indian Silver Screen, K.K. Publications, 2021, 334 p. (lire en ligne), p. 128
2. ↑  (en) TNN, « Jyotika is Zee Tamil brand ambassador », sur The Times of India, 2017 (consulté le 1er août 2022)